# Eugenio Bruni
Eugenio Bruni (ur. 4 lutego 1884 w Boulogne, zm. 12 października 1956 w Nanterre) – francusko-włoski kolarz torowy, srebrny medalista mistrzostw świata.

## Kariera
Eugenio Bruni urodził się we francuskim Boulogne w rodzinie włoskich imigrantów. Zgodnie z ówcześnie obowiązującym włoskim prawem, jako dziecko obywateli Królestwa Włoch sam również był obywatelem tego kraju. Z kolei z racji miejsca urodzenia posiadał także obywatelstwo francuskie. Mimo niejednoznacznej sytuacji jest klasyfikowany jako reprezentant Włoch.
Największy sukces w karierze osiągnął w 1908 roku, kiedy zdobył srebrny medal w wyścigu ze startu zatrzymanego zawodowców podczas mistrzostw świata w Berlinie. W zawodach tych wyprzedził go jedynie Szwajcar Fritz Ryser, a trzecie miejsce zajął Arthur Vanderstuyft z Belgii. W 1901 roku zdobył brązowy medal w tej samej konkurencji podczas torowych mistrzostw Francji, a w 1913 roku zwyciężył w Grad Prix Paryża. Nigdy nie wystąpił na igrzyskach olimpijskich.